# Công viên dân tộc học Kashubian
Wdzydze Kiszewskie [ˈvd͡zɨd͡zɛ kiˈʂɛfskʲɛ] là một ngôi làng thuộc khu hành chính của Gmina Kościerzyna, thuộc hạt Kościerzyna, Pomeranian Voivodeship, ở miền bắc Ba Lan. Nó nằm khoảng 13 kilômét (8 mi) về phía nam Kościerzyna và 61 km (38 mi)     về phía tây nam của thủ đô khu vực Gdańsk.

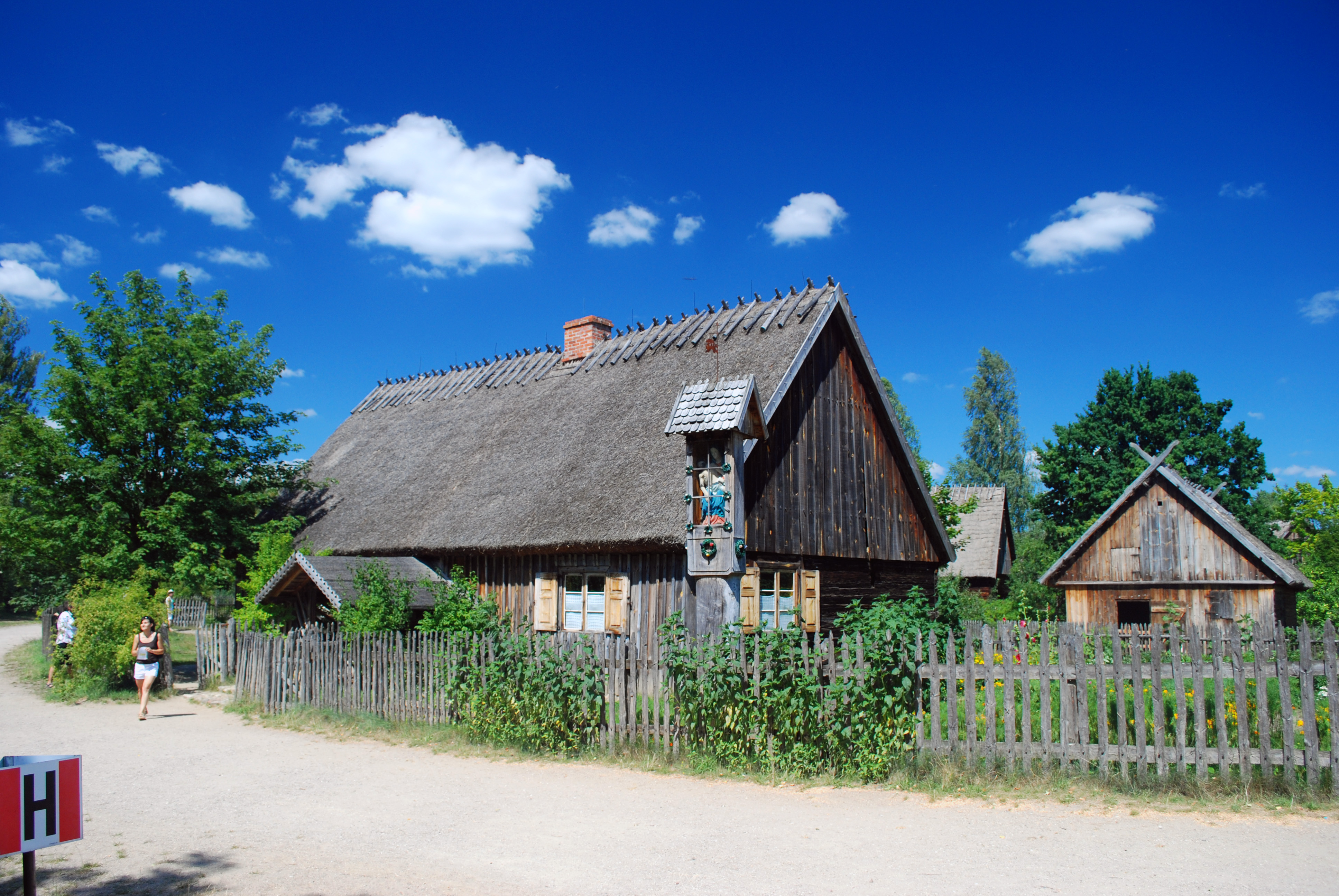
Những ngôi nhà truyền thống của người Kashmir trong Công viên dân tộc học Kashubia

Để biết chi tiết về lịch sử của khu vực, xem Lịch sử của Pomerania.
Làng có dân số 188.

## Công viên dân tộc học Kashubia
Wdzydze Kiszewskie nổi tiếng với bảo tàng ngoài trời, là bảo tàng lâu đời nhất ở Ba Lan. Công viên dân tộc học Kashubia tọa lạc trên một ngôi làng cũ của ngư dân Kashubia. Nó được thành lập vào năm 1906 bởi Theodora und Isidor Gulgowski. Ngày nay, Bảo tàng đã trên một trăm năm tuổi, trải dài trên 22 ha diện tích nằm ở bờ hồ Gołuń được xây dựng với các mục đích của kiến trúc khu vực. Nhà tranh, trang viên, trường học, lò rèn, cối xay gió, nhà thờ, tòa nhà nông trại và xưởng thủ công - tổng gồm 49 công trình. Bảo tàng cho thấy văn hóa truyền thống của người Kashmir trong một số ngôi nhà gỗ.